# Jean-Mathias Wellenstein
Pour les articles homonymes, voir Wellenstein (homonymie).
Jean-Mathias Wellenstein, né le 24 mars 1795 à Ehnen (duché de Luxembourg) et mort le 1er décembre 1870 à Dreiborn (Luxembourg), est un homme politique luxembourgeois orangiste et réactionnaire.

## Biographie
Né le 24 mars 1795 à Ehnen, il fait des études de droit avant de s'inscrire au barreau de Luxembourg en 1818.
À la suite des élections législatives du 2 mai 1845 et en remplacement de Pierre-Ernest Dams, Jean-Mathias Wellenstein fait son entrée au sein de l'Assemblée des États où il représente le canton de Remich. Membre de l'Assemblée constituante de 1848, il préside la commission des Quinze chargée de rédiger la nouvelle constitution. D'ailleurs, il est à l'origine du titre d'« administrateur général » que porteront les futurs membres du gouvernement jusqu'en 1857. Lors des premières élections législatives après la promulgation de la nouvelle constitution, il est contraint d'abandonner son siège de député à la Chambre.
Ce n’est qu'à la formation du gouvernement dirigé par Charles-Mathias Simons que Jean-Mathias Wellenstein fait son retour en politique. Il est désigné comme administrateur général des Travaux publics,. Néanmoins en août-décembre 1854, il se rend à La Haye pour présenter sa démission au roi grand-duc. Il est remplacé par Édouard Thilges. Paul de Scherff se voit attribuer le portefeuille des Travaux publics à compter du 21 mai 1856.
La Constitution est révisée en 1856. Par conséquent, aux élections cantonales du 20 juin 1857 qui visent à élire seize députés à l'Assemblée des États au scrutin indirect, Jean-Mathias Wellenstein est élu en tant que représentant du canton de Grevenmacher. Il parvient à présider les débats parlementaires pendant une courte période avant de renoncer à la fonction,.
Comme son mandat de député n'est pas renouvelé en raison des élections législatives de 1860, le roi grand-duc nomme Jean-Mathias Wellenstein au sein du Conseil d'État le 29 décembre 1860, fonction venue à terme le 1er décembre 1870 au moment de son décès,. Jean-Mathias Wellenstein meurt à Dreiborn, ne laissant aucune descendance. Il est inhumé dans le caveau familial du cimetière d'Ehnen.

## Décorations
- Grand officier de l'ordre de la Couronne de chêne[i] (Luxembourg)
- Chevalier de l'ordre du Lion néerlandais[b],[i] (Pays-Bas, promotion 1842)